# کریسمس سفید

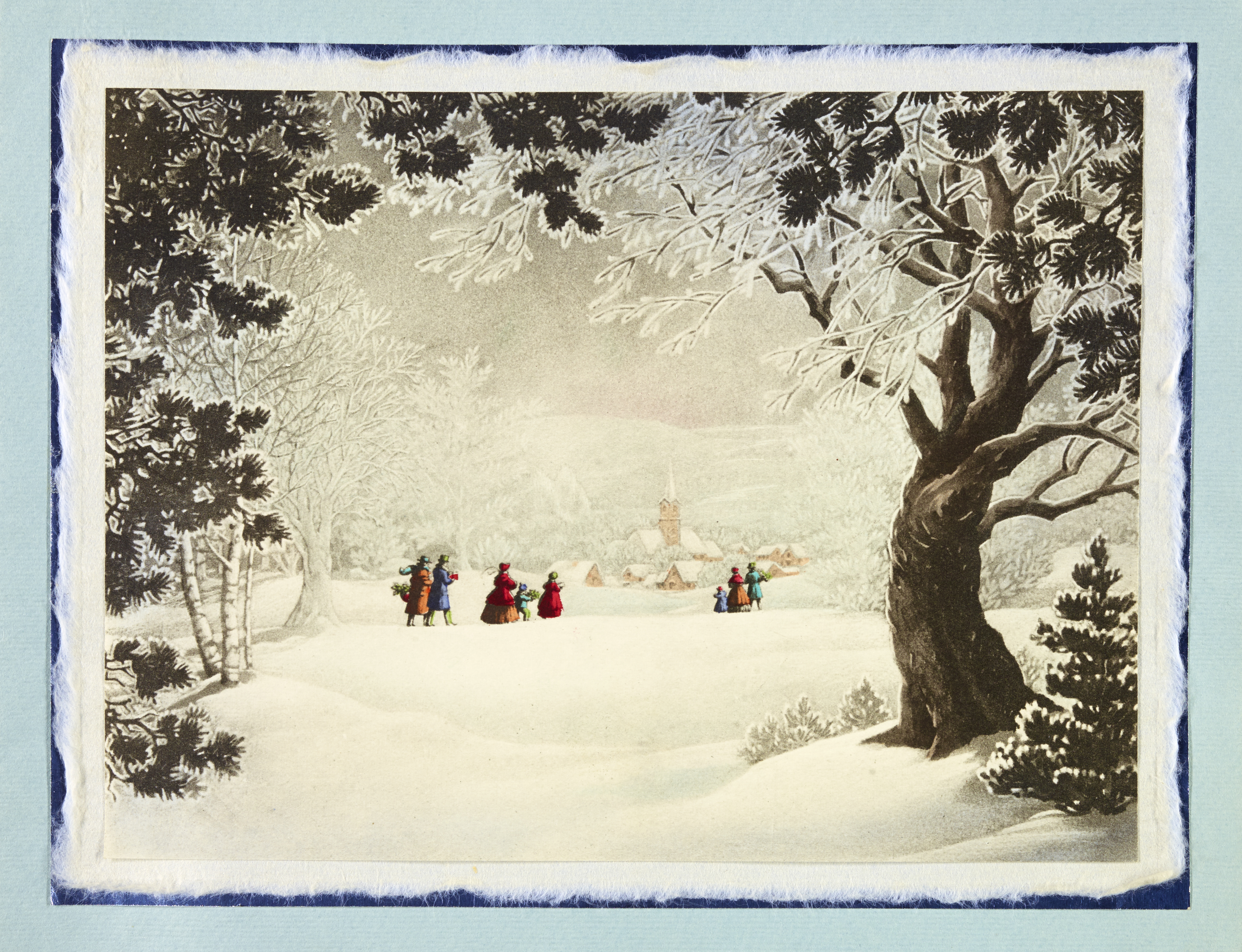
کارت کریسمس ایده‌آل یک کریسمس سفید را به تصویر می‌کشد.

یک کریسمس سفید به معنای آن است که در روز قبل از کریسمس یا صبح روز کریسمس برف بر روی زمین نشسته باشد. این پدیده بیشتر در مناطقی از نیمکرهٔ شمالی که عرض جغرافیایی بالایی دارند، رخ می‌دهد.

## نیمکرهٔ جنوبی
روز کریسمس در نیمکرهٔ شمالی در یکی از سردترین اوقات سال واقع شده است و به همین دلیل سرما و یخبندان در روز کریسمس در نیمکرهٔ شمالی امری عادی است و کریسمس سفید در آن جا بسیار رواج دارد. اما برخلاف نیمکرهٔ شمالی، وقوع کریسمس سفید در بخش بزرگی از نیمکرهٔ جنوبی رخدادی بسیار غیرمعمول و بعید است؛ زیرا روز کریسمس در نیمکرهٔ جنوبی هم‌زمان با اوج موسم گرما و فصل تابستان است. علاوه بر این، بخش بزرگ نیمکرهٔ جنوبی توسط اقیانوس‌های وسیعی همچون اقیانوس آرام و اقیانوس هند پوشیده شده است و نیز خشکی‌های این نیمکره اغلب در شمال مدار رأس‌السرطان قرار گرفته و در سراسر سال آب و هوای گرم دارند. ازاین‌رو احتمال وقوع کریسمس سفید به جز در مناطقی از جنوبگان، که البته کسی در آن جا زندگی نمی‌کند، بسیار کم و دور از انتظار است.